# Rigi
Rigi är ett bergmassiv på Vierwaldstättersjöns nordsida i Schweiz kantoner Schwyz och Luzern. Dess högsta punkt, Rigi Kulm, ligger 1 798 meter över havet. Berget blev tidigt ett turistmål och omnämns bland annat av Mark Twain.

## Geografi
Rigi ligger mellan Vierwaldstättersjön, Zugsjön och Lauerzsjön. Massivet sträcker sig 11 kilometer i nordvästlig-sydostlig riktning. Bredden är ungefär 5 kilometer. 

### Kommunikationer
Det finns två kuggstångsbanor till Rigi Kulm: en från järnvägsknuten Arth-Goldau och en från Vitznau vid Vierwaldstädtersjön via Rigi Kaltbad. Dessutom sju linbanor till olika delar av massivet. Turistorterna är bilfria. Lokalt används små elfordon eller häst och vagn. En nedlagd banvall mellan Rigi Kaltbad och Rigi Scheidegg utgör en sju kilometer lång lättvandrad väg. 

### Geologi
Berggrunden är mestadels konglomerat. Den sydöstra delen, med Rigi Hochfluh (1698 m ö.h.), består dock av kalksten, en utlöpare av Alperna.

### Biologi
Rigi har flera växtskyddsområden. Floran är omväxlande: man har räknat 890 olika blomväxter, bland annat orkidéer, och 300 lavar. En vanlig blomma är smörbollen. Bland djuren märks gems, rådjur och fåglar.

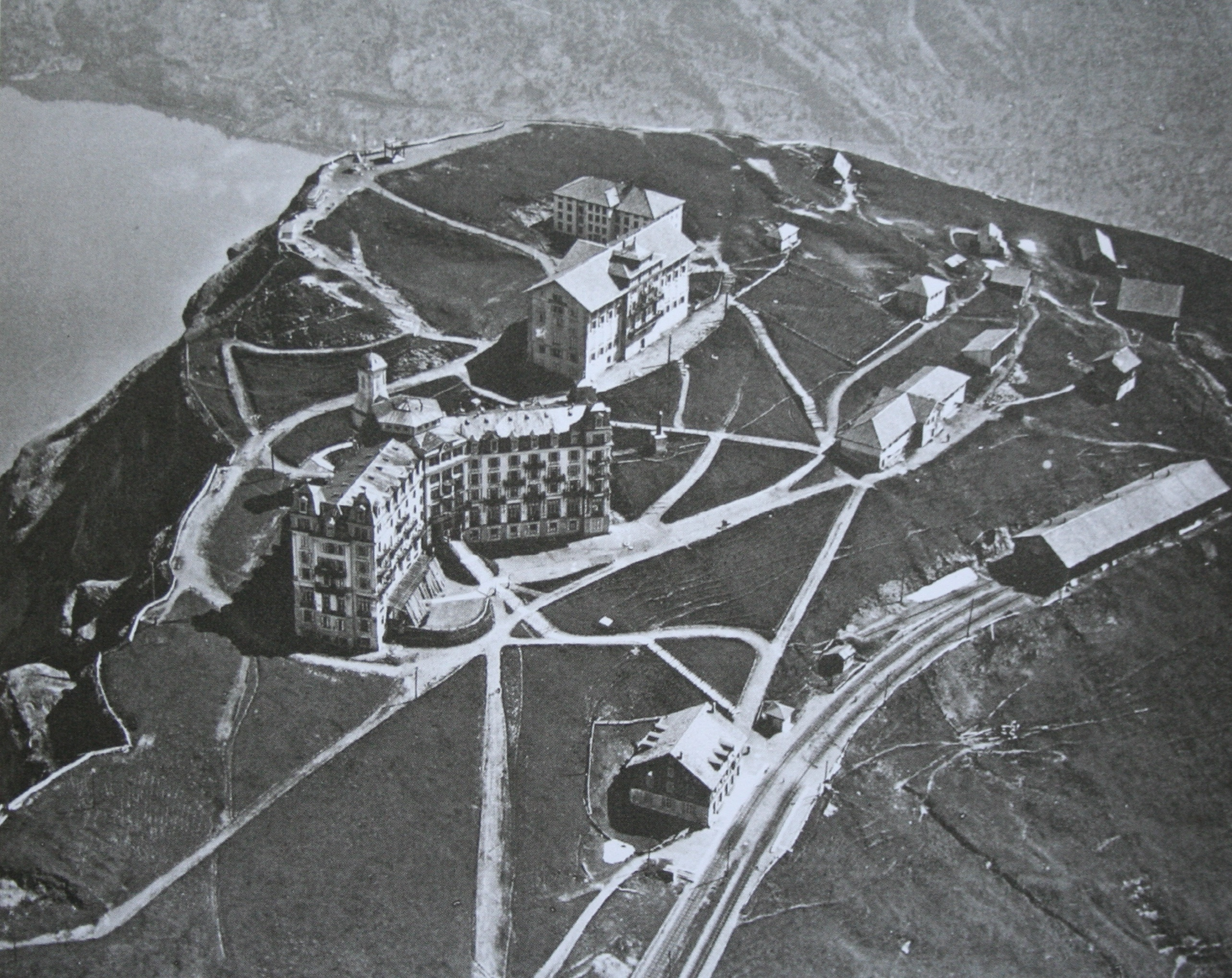
Rigi Kulm 1920

## Historia
Medeltida källor nämner gränsstrider om betesmarker. Rigi Kaltbad blev redan under 1600-talet en regional kur- och vallfartsort. Vid Klösterli anlades 1665 kapellet "Maria zum Schnee" som under 1700-talet lockade mer än 12 000 pilgrimer årligen. Från slutet av 1700-talet kom även internationella turister till trakten, delvis påverkade av legenderna om Wilhelm Tell. År 1816 öppnades ett härbärge på Rigi Kulm och fler hotel följde snart. År 1871 invigdes kuggstångsbanan från Vitznau, Europas första. Fyra år senare öppnades banan från Arth. Redan år 1880 transporterades 180 000 passagerare. Efter första världskriget minskade övernattningarna och flera större hotell lades ner. Vikten försköts mot dags- och utflyktsturism. År 2008 var banornas passagerartal 1.1 miljoner.

### Namnet

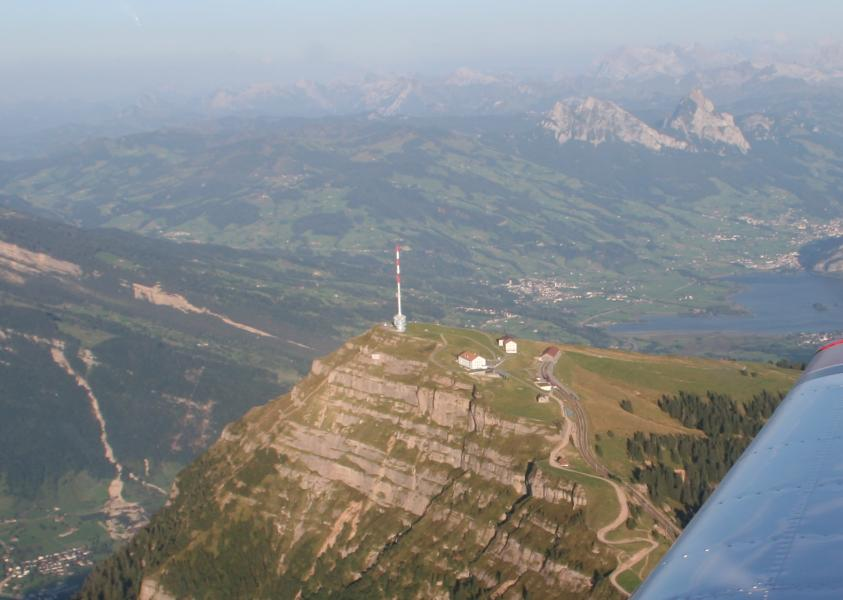
Rigi Kulm från väster, med de namngivande skiktningarna

Berget omnämns år 1360 som Riginun. Namnet kommer av det latinska eller italienska "Riga" som betyder linje eller randning. Det påminner om nord- och västsidorna av Rigi Kulm som är starkt skiktade.

## Turism idag
Läget mellan sjöar, med Alperna i söder och Mittlandet i norr, ger fin utsikt. Det finns 16 hotell och ett flertal andra övernattningsmöjligheter. Den största turistorten, Rigi Kaltbad, 1 400 meter över havet, har en stor mineralbad- och spa-anläggning med inom- och utomhuspooler.
Infrastrukturen utomhus är väl utbyggd: Vandringsvägarna är välskötta och en del har informationsskyltar med olika teman, som vilda djur, växter, eller Mark Twain. För familjer har man byggt lekplatser och 8 grillplatser med övertäckta picknick-bord. Vintertid prepareras turskidspår, kilometerlånga kälkbackar och ett par skidpister. Det finns även möjligheter att vandra med snöskor.

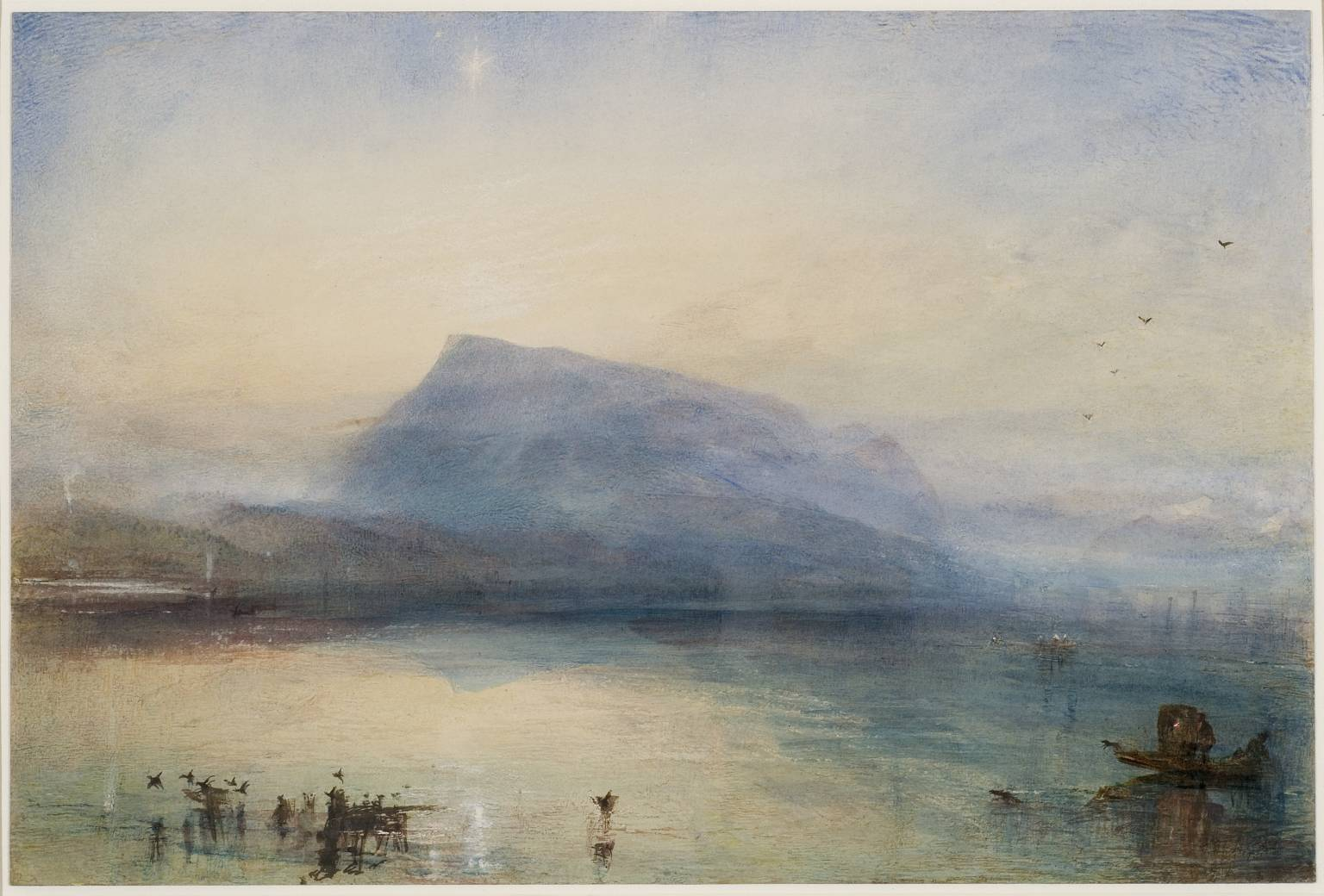
Blue Rigi, William Turner